# Nicholas Saunderson
Nicholas Saunderson (Thurlstone, Yorkshire, Anglia, 1682. január — Cambridge, Anglia, 1739. április 19.) angol vak matematikus.

## Szakmai munkássága
Cambridge-ben volt egyetemi tanár 1711-től. Egyéves korában megvakult (más források szerint vakon született). Tanítója ismeretlen. Denis Diderot Lettre sur les aveugles ŕ l'usage de ceux qui voyent (Levél a vakokról azok használatára, akik látnak címen magyarul is közreadták többek fordításában.) c., 1749-ben megjelent írása révén vált ismertté.  Nicholas Saunderson algebrai műveletek végzésére alkalmas saját tervezésű tapintható készüléket szerkesztett, amelyet később más vakok is használtak. Különös, hogy Saunderson optikával is foglalkozott, a lencsék szerepéről, a világosság és a színek természetéről, a szivárvány jelenségéről értekezett.